# Zashiki-warashi
Zashiki-warashi (jap. 座敷童/座敷童子 zashiki-warashi), nazywany również zashiki-bokko (jap. 座敷ぼっこ zashiki-bokko) – japoński domowy chochlik zaliczany do szerokiej grupy stworzeń mitycznych o nazwie yōkai, pojawiający się pod postacią dziecka w różnym wieku, najczęściej sześciu lub trzynastu lat, o długich włosach opadających na zawsze czerwoną twarz. W tej postaci demona mogli zobaczyć tylko najmłodsi, a o jego obecności w domu świadczyły jedynie hałasy lub muzyka w pustych pomieszczeniach, pozrzucane ze stołu przedmioty albo ślady pozostawione w popiele.

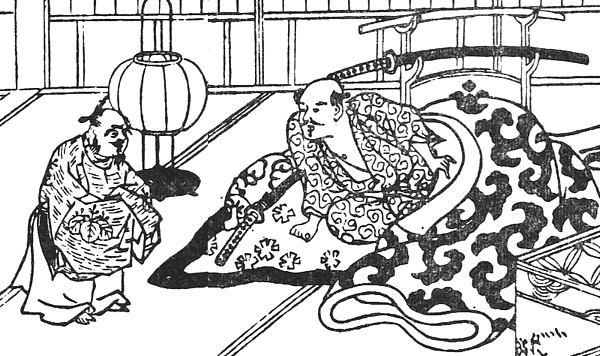
Duch pieniędzy (archetyp zashiki-warashi) z Po deszczu przy księżycu (Ugetsu monogatari)

W niektórych regionach uważano, że zashiki-warashi są mściwymi duchami zmarłych dzieci, niemowląt zabitych zaraz po urodzeniu (praktykowane, gdy nie było wystarczającej żywności, aby je wykarmić), które były chowane pod podłogami domów. Uważano, że ich dusze żyją pośród domowników, a śladem ich obecności mogły być na przykład dziwne odgłosy, takie jak skrzypienie czy rumor w pomieszczeniu, które po sprawdzeniu okazywało się puste. Domowym chochlikom przypisywano winę za duszność odczuwaną w czasie snu - według legend stworzenie to miało siadać śpiącej osobie na klatce piersiowej i ją uciskać.
W innych częściach Japonii nie obawiano się tych chochlików, gdyż wierzono, że ich obecność przynosi szczęście. Pojawienie się tych stworzeń uznawane było za szczęśliwy omen, a nagłe zniknięcie odczytywano jako wielkie nieszczęście. Należało więc dbać o to, aby zashiki-warashi pozostał w domu jak najdłużej.

## Legendy o zashiki-warashi
W Tōno monogatari Kunio Yanagidy (1875-1962) opisane są legendy związane z zashiki-warashi, które według autora działy się w miejscowości Tōno, prefekturze Iwate. 
Pewnego dnia jeden z mieszkańców zobaczył na drodze dwie nieznajome dziewczynki, które powiedziały, iż idą z domu Magozaemona do sąsiedniej wioski. Przechodzień wiedział, iż nie były one córkami tego człowieka, więc domyślił się, że ma do czynienia z zashiki-warashi. Niedługo po tym zdarzeniu cała rodzina Magozaemona zmarła po zjedzeniu trujących grzybów, z wyjątkiem córki, która tego dnia spóźniła się na posiłek. Klątwa dosięgła jednak również ją. Gdy dorosła, nie mogła mieć dzieci i wiodła samotne życie.